# Загретдинов, Шахит Кашифович
Шахит Кашифович Загретдинов (род. 15 ноября 1958 года) — советский велогонщик. Заслуженный мастер спорта СССР (1981).

## Биография
Победитель (1980, 1981) «Велогонок Мира» в командном зачёте.
Победитель (1981) и серебряный призёр (1982) «Велогонки Мира» в личном зачёте.
Выпускник Узбекского ГИФК.
Полковник полиции. Заместитель председателя МГО ВФСО «Динамо».